# Cosmarium sphaeroideum
Cosmarium sphaeroideum  là một loài Song tinh tảo trong họ Desmidiaceae, thuộc chi Cosmarium.